# Huoching
Huoching (675 circa – 744) fu un membro della casa ducale degli Alemanni.
Secondo la Gesta Hludowici imperatoris di Thegan di Treviri, Huoching il figlio del duca degli Alemanni Gotfrido (intorno al 650-709), il che lo renderebbe un Agilolfingio. Il figlio di Huoching, Hnabi (o Nebi), ebbe un ruolo nella fondazione dell'abbazia di San Gallo.

## Ricezione
Nel 1976, Hans Jänichen discusse se gli Alemanni Huoching e Hnabi potessero essere i padrini di Hoc e di Hnæf (che compaiono nel poema inglese Beowulf, nel frammento di Finnsburg e nel poema Widsith). Jänichen seguiva nella sua ipotesi una precedente considerazione del 1849, che John Mitchell Kemble fece nella sua History of the Saxons in England.